# Salvelinus confluentus
Salvelinus confluentus és una espècie de peix de la família dels salmònids i de l'ordre dels salmoniformes.

## Morfologia
- Els mascles poden assolir 103 cm de longitud total i 14,5 kg de pes.[2][3][4]

## Hàbitat
Viu en zones d'aigües temperades (61°N-39°N).

## Distribució geogràfica
Es troba a Nord-amèrica: des del sud del Territori de Yukon (Canadà) fins a les capçaleres del riu Columbia (nord de Nevada, Estats Units) i el riu McCloud (nord de Califòrnia, Estats Units).